# Automatic (песня Принса)
«Automatic» — песня американского музыканта Принса из его альбома 1999 1982 года. Она была выпущена в формате 7-дюймового сингла только в Австралии вместе с композицией «Something in the Water (Does Not Compute)» на стороне «Б». Из песни были вырезаны почти шесть минут для сингл издания.
На песне присутствует вдохновлённый бондажом художественный образ; в музыкальном видео, снятом Брюсом Говерсом, участники группы Лиза Коулман и Джилл Джонс проводят над Принсом симулированную S&M сессию, в то время как он привязан к кровати. Музыкальное видео было выпущено только в качестве клипа для продвижения в танцевальных клубах, но циркулировало среди коллекционеров.